# Michael Ritchie
Pour les articles homonymes, voir Ritchie.
Michael Ritchie est un réalisateur et scénariste américain, né le 28 novembre 1938 à Waukesha, dans le Wisconsin, et mort le 16 avril 2001 d'un cancer de la prostate à New York (États-Unis).

## Filmographie

### Réalisateur
- 1952 : Omnibus (série télévisée)
- 1961 : Le Jeune Docteur Kildare (Dr. Kildare) (série télévisée)
- 1966 : Brigade criminelle (Felony Squad) (série télévisée)
- 1967 : La Course à la vérité (The Outsider) (téléfilm)
- 1968 : The Outsider (pilote de série télévisée)
- 1968 : The Sound of Anger (téléfilm)
- 1969 : The Survivors (série télévisée)
- 1969 : La Descente infernale (Downhill Racer)
- 1972 : Carnage (Prime Cut)
- 1972 : Votez Mc Kay (The Candidate)
- 1975 : Smile
- 1976 : La Chouette Équipe (The Bad News Bears)
- 1977 : Les Faux-durs (Semi-Tough)
- 1979 : Un scandale presque parfait (An almost perfect affair)
- 1980 : L'Île sanglante (The Island)
- 1980 : Divine Madness
- 1981 : 13 Morts et demi (Student Bodies)
- 1983 : Les Survivants (The Survivors)
- 1985 : Fletch aux trousses (Fletch)
- 1986 : Femme de choc (Wildcats)
- 1986 : Golden Child : L'Enfant sacré du Tibet (The Golden Child)
- 1988 : Parle à mon psy, ma tête est malade (The Couch Trip)
- 1989 : Autant en emporte Fletch ! (Fletch Lives)
- 1992 : La Nuit du défi (Diggstown)
- 1993 : Complot meurtrier contre une pom-pom girl (The Positively True Adventures of the Alleged Texas Cheerleader-Murdering Mom) (téléfilm)
- 1994 : Les Nouveaux Associés (Cops and Robbersons)
- 1994 : La Révélation (The Scout)
- 1997 : Comfort, Texas (téléfilm)
- 1997 : La Guerre des fées (A Simple Wish)
- 1999 : TV business ("Beggars and Choosers") (série télévisée)
- 2000 : The Fantasticks

### Scénariste
- 1979 : Un scandale presque parfait (An almost perfect affair), de Michael Ritchie
- 1993 : Rasta Rockett (Cool Runnings), de Jon Turteltaub
- 2002 : Big shot - Confession d'un bookmaker (Big Shot: Confessions of a Campus Bookie), d'Ernest R. Dickerson (téléfilm)

## Distinctions
- Sélection à la Mostra de Venise 1972 pour Votez Mc Kay[1]
- Nomination au prix du pire réalisateur lors des Razzie Awards 1981 pour L'Île sanglante.